# Altymetria
Altymetria (łac. altus – wysoki, gr. metréō – mierzę) – technika pomiarów zmian wysokości powierzchni oceanu i pomiarów wysokości nad powierzchnią ziemi.

## Altymetria satelitarna
Pomiary satelitarne dokonywane są obecnie za pomocą dwupasmowych wysokościomierzy radarowych (radarów altymetrycznych). Pomiary wymagają znajomości elementów orbitalnych. Dwupasmowy system pozwala na wyeliminowanie zaburzeń w jonosferze. Pomiary satelitarne opierają się na wysyłaniu pulsów mikrofalowych i pomiarze czasu propagacji tych pulsów od satelity do powierzchni oceanu i z powrotem. Po uwzględnieniu poprawek atmosferycznych można ocenić wysokość powierzchni oceanu z dokładnością do kilku centymetrów. Pierwsze radarowe pomiary zmiany poziomu oceanu robiono pod koniec lat 1980 z satelitów SeaSat oraz Geosat pod koniec lat 80. Jason jest jednym ze współczesnych (2008) projektów altymetrycznych.  
Informacja o wysokości powierzchni oceanu jest kluczowym parametrem pozwalającym przewidzieć prądy morskie.